# Heterogenea
Heterogenea är ett släkte av fjärilar som beskrevs av August Wilhelm Knoch 1783. Heterogenea ingår i familjen snigelspinnare.
Släktet innehåller bara arten Heterogenea asella.

## Bildgalleri

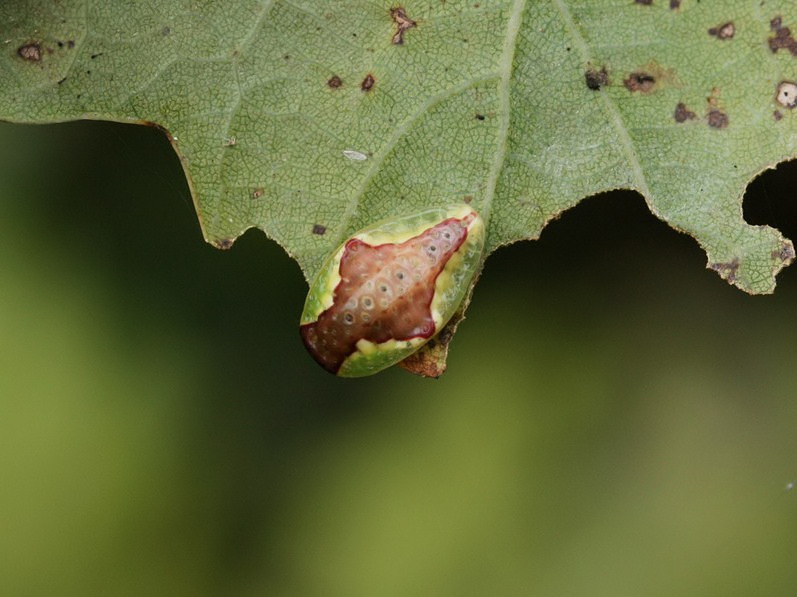
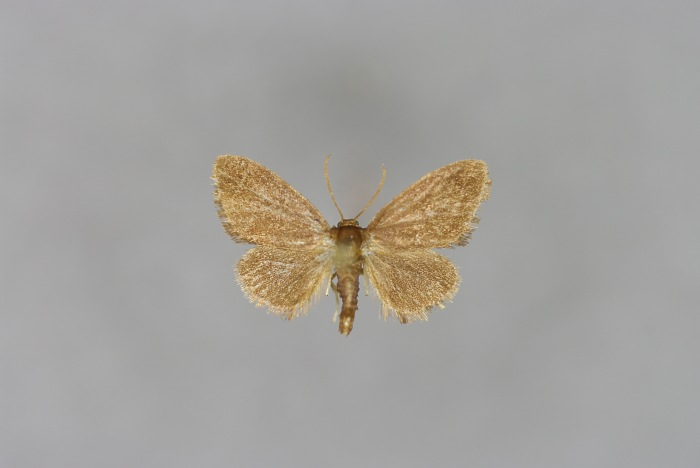
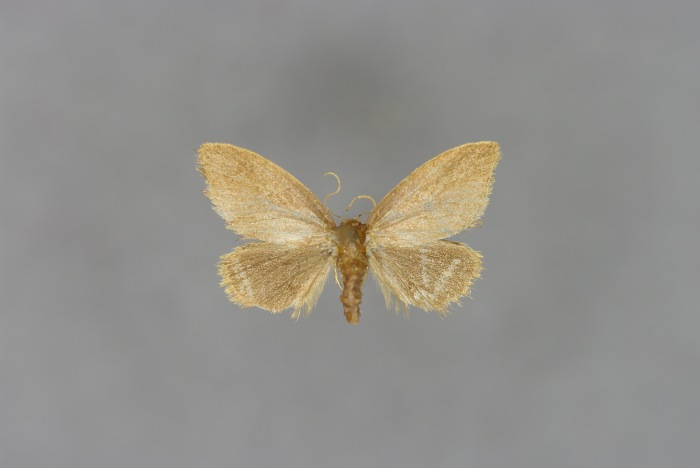
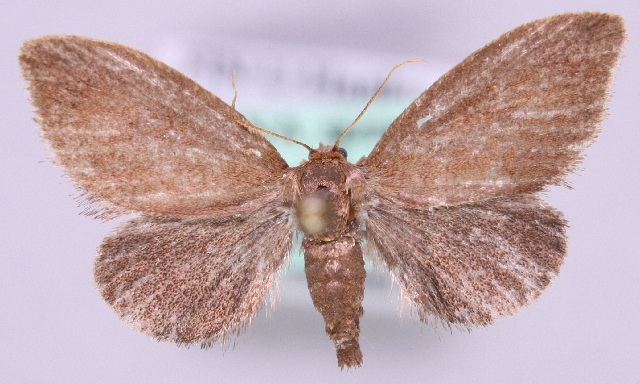
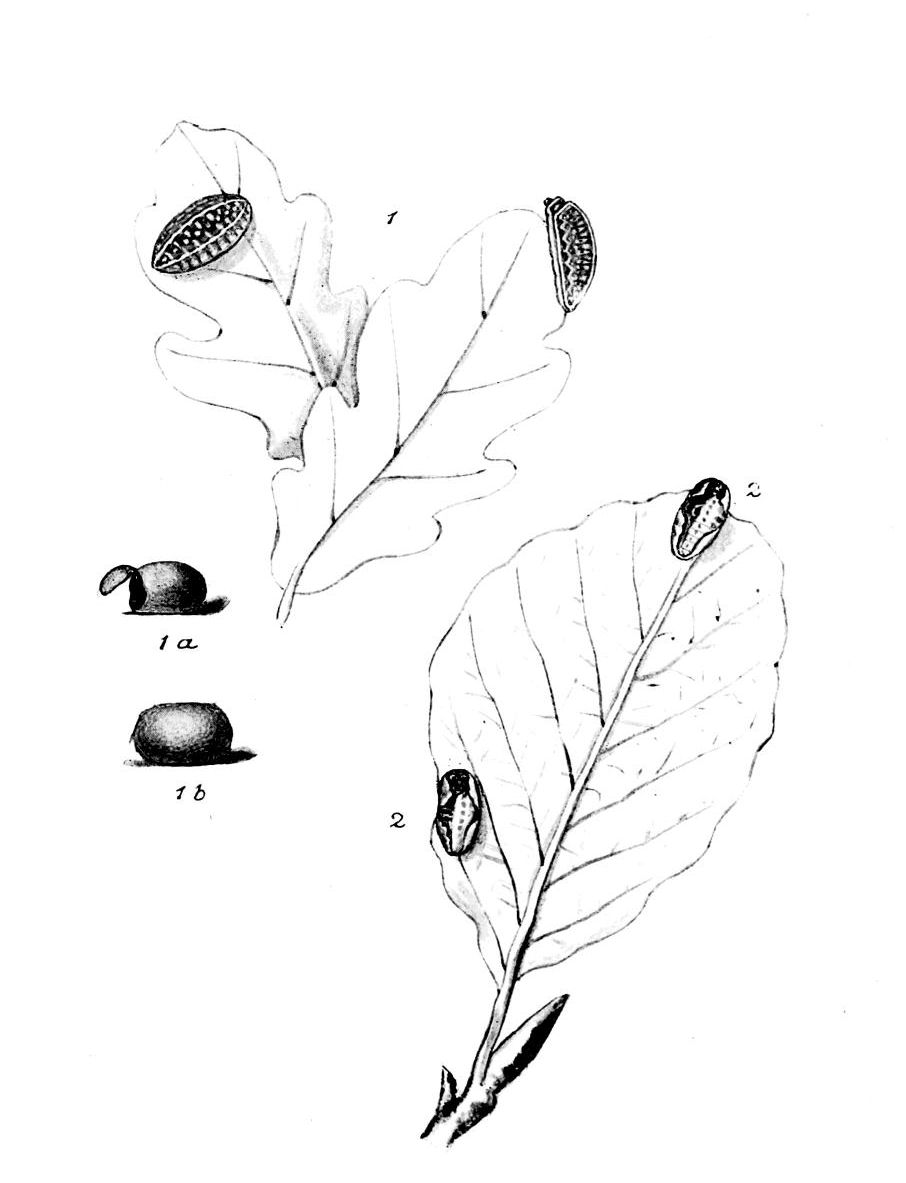
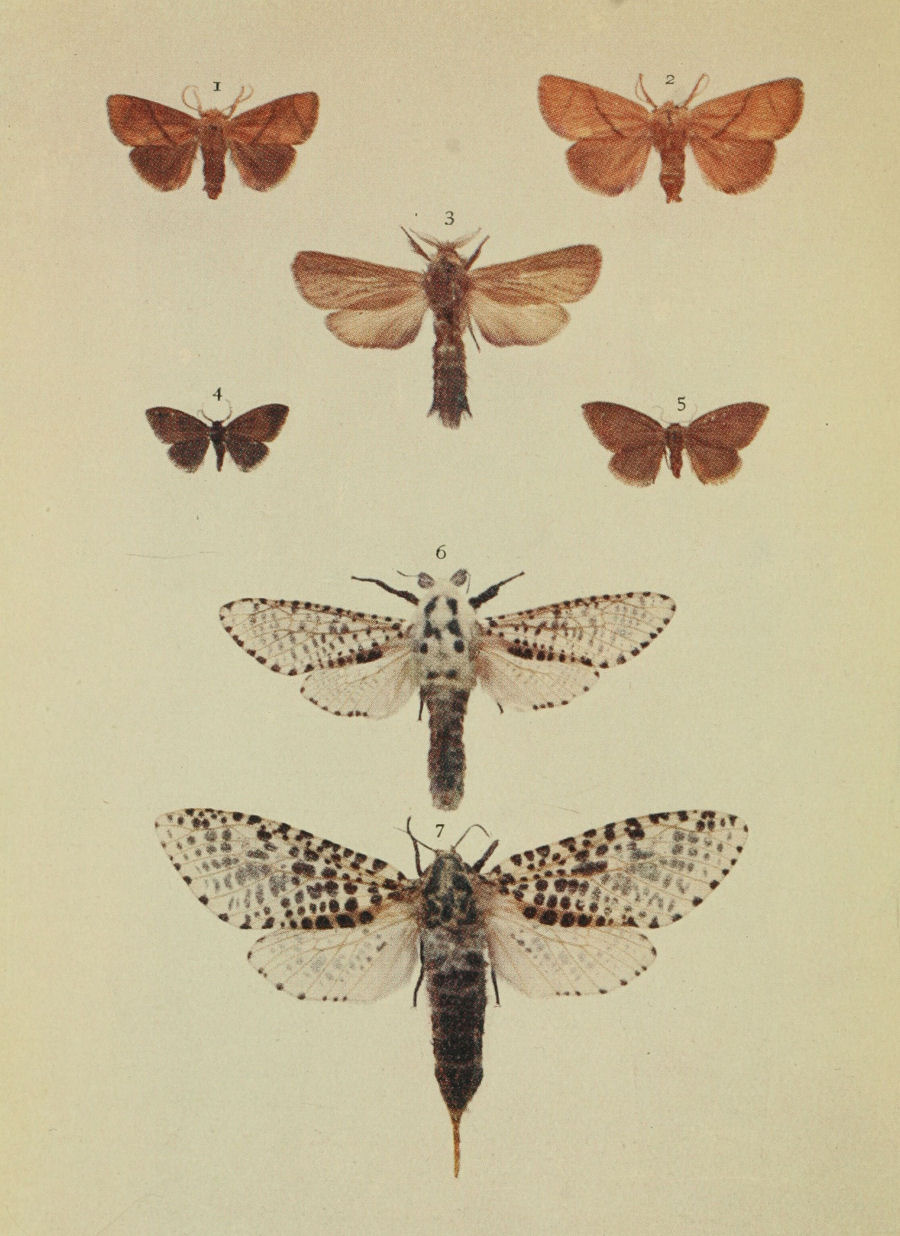